# Thinornis cucullatus
El chorlito encapuchado (Thinornis cucullatus) es una especie de ave charadriforme perteneciente a la familia Charadriidae. Es un endemismo del sur de Australia y Tasmania donde vive en las playas del océano y lagunas del sublitoral. Hay dos subespecies reconocidas, las cuales son clasificadas como en peligro de extinción.

## Taxonomía
El chorlito encapuchado se colocó en el género Charadrius pero en la década de 2000 fue reclasificado en el género Thinornis, junto con Thinornis novaeseelandiae. En el año 2000, el número de individuos maduros se estimó en 7.000. 

### Subespecies
Existen dos subespecies reconocidas:
- T. c. cucullatus (Vieillot, 1818) del sur de Australia, Queensland, Nueva Gales del Sur, Tasmania y las islas cercanas. La población es de 3000 y está disminuyendo.

- T. c. tregellasi (Mathews, 1912)[5] de Western Australia, costas y lagos interiores, Cranbrook, Yalgorup National Park y puntos del sur. La población se sitúa en 4000 y parece ser estable.

## Descripción

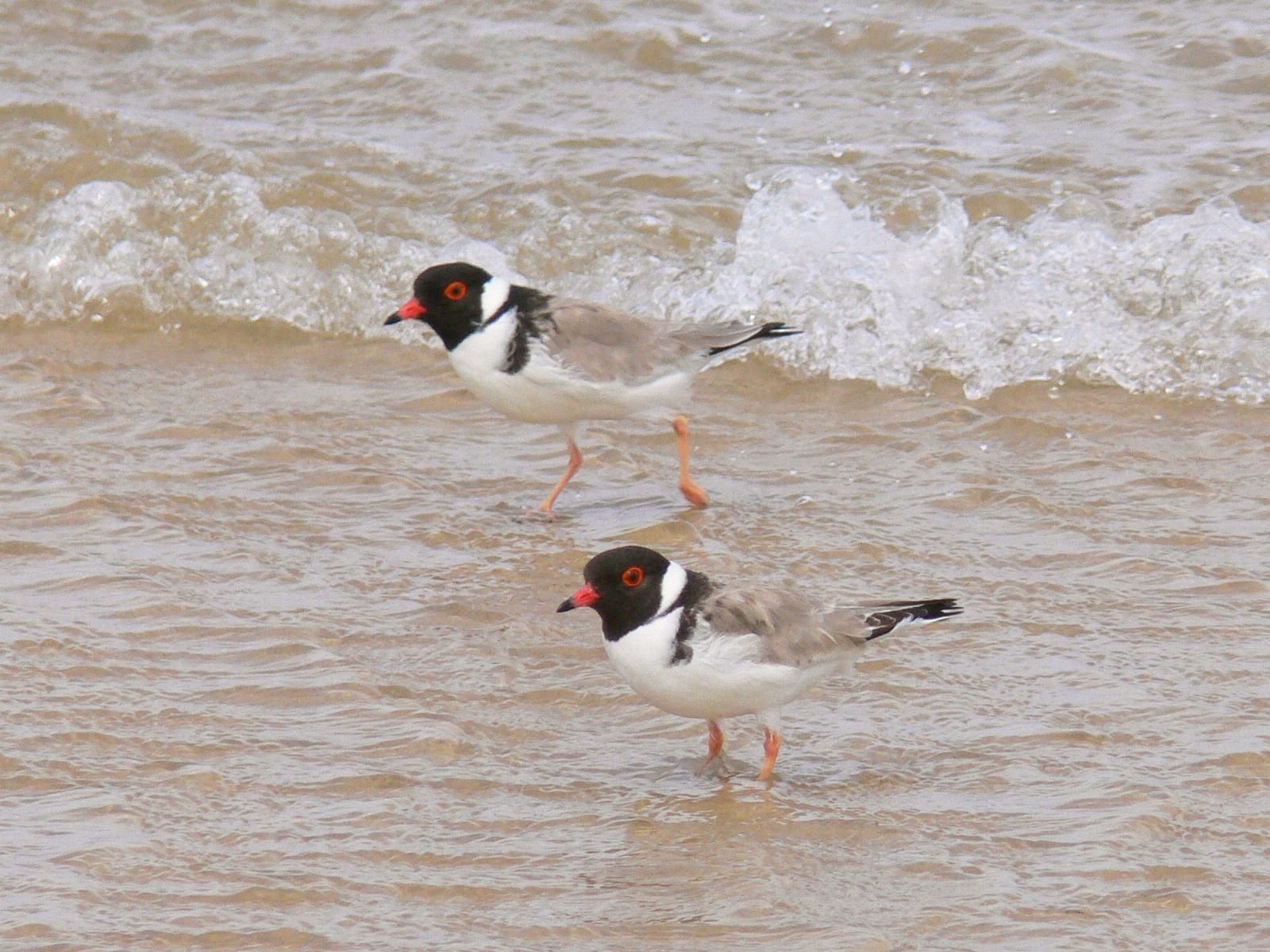
Una pareja durante la temporada de reproducción.

El chorlito encapuchado es de tamaño medio para un chorlito, rechoncho y su dorso es gris claro. Su longitud es de 190-230 mm y la envergadura de sus alas e de 230-440 mm. Cuenta con un capuchón negro y la garganta con un collar blanco. Su pico rojo tiene una punta de color negro. Tiene un anillo ocular rojo y las patas anaranjadas. Las partes inferiores son blancas. Los machos y las hembras son similares. Los adultos y jóvenes son similares, excepto los menores que no tienen la cabeza negra y la parte posterior del cuello, que es de color marrón claro.

## Comportamiento
La puesta de 1-3 huevos se efectúa entre agosto y marzo, que es también el pico de la temporada turística de verano en su área de distribución y por tanto es fuertemente impactada por las actividades humanas. Los huevos son de color beige mate o color crema fuertemente salpicados de manchas marrones oscuras y lavanda, especialmente en el extremo más grande del huevo. El huevo es piriforme y mide 37 mm × 27 mm . Se alimentan de insectos, bivalvos y crustáceos. Por lo general se ven en parejas o en pequeños grupos cerca del agua. Para la cría cava un hueco superficial en la arena o grava encima de la marca de agua alta y la línea de piedras, algas y otros restos.

## Distribución y hábitat
Sus hábitats naturales son los lagos de agua dulce, marismas, salinas costeras, lagunas y playas arenosas. Importantes poblaciones se observan en playas con algas y dunas. La especie esta amenazada por pérdida de hábitat debido a lo reducido de su población y área de distribución natural. Se encuentra en las costas y sublitoral de Australia Occidental, Australia del Sur, Nueva Gales del Sur, Victoria y Tasmania, y es un vagabundo en Queensland. La depredación por el zorro es una gran amenaza para la subespecie occidental.